# 카르파초
카르파초(이탈리아어: carpaccio)는 익히지 않은 쇠고기, 송아지고기, 사슴고기, 연어, 참치 등에 소스를 뿌려 내는 이탈리아의 전채 요리이다.

## 같이 보기
- 육회
- 타르타르 스테이크